# MotoGP Amerika nagydíj
Az Amerika nagydíj a MotoGP egyik versenye. A versenynaptárnak 2013 óta része, ezzel a harmadik amerikai futam lett az amerikai és az indianapolisi nagydíj után.
A helyszín a Formula–1-es versenynek is otthont adó Circuit of the Americas, amely a texasi Austin közelében található.

## Eddigi nyertesek
| Év   | Helyszín                | Moto3                              | Moto3                              | Moto2                              | Moto2                              | MotoGP                             | MotoGP                             | Összefoglaló                       |
| Év   | Helyszín                | Versenyző                          | Motor                              | Versenyző                          | Motor                              | Versenyző                          | Motor                              | Összefoglaló                       |
| ---- | ----------------------- | ---------------------------------- | ---------------------------------- | ---------------------------------- | ---------------------------------- | ---------------------------------- | ---------------------------------- | ---------------------------------- |
| 2025 | Circuit of the Americas | José Antonio Rueda                 | KTM                                | Jake Dixon                         | Boscoscuro                         | Francesco Bagnaia                  | Ducati                             | Összefoglaló                       |
| 2024 | Circuit of the Americas | David Alonso                       | CFMoto                             | Sergio García                      | Boscoscuro                         | Maverick Viñales                   | Aprilia                            | Összefoglaló                       |
| 2023 | Circuit of the Americas | Iván Ortolá                        | KTM                                | Pedro Acosta                       | Kalex                              | Álex Rins                          | Honda                              | Összefoglaló                       |
| 2022 | Circuit of the Americas | Jaume Masià                        | KTM                                | Tony Arbolino                      | Kalex                              | Enea Bastianini                    | Ducati                             | Összefoglaló                       |
| 2021 | Circuit of the Americas | Izan Guevara                       | Gas Gas                            | Raúl Fernández                     | Kalex                              | Marc Márquez                       | Honda                              | Összefoglaló                       |
| 2020 | Circuit of the Americas | A Covid19-pandémia miatt törölték. | A Covid19-pandémia miatt törölték. | A Covid19-pandémia miatt törölték. | A Covid19-pandémia miatt törölték. | A Covid19-pandémia miatt törölték. | A Covid19-pandémia miatt törölték. | A Covid19-pandémia miatt törölték. |
| 2019 | Circuit of the Americas | Arón Canet                         | KTM                                | Thomas Lüthi                       | Kalex                              | Álex Rins                          | Suzuki                             | Összefoglaló                       |
| 2018 | Circuit of the Americas | Jorge Martín                       | Honda                              | Francesco Bagnaia                  | Kalex                              | Marc Márquez                       | Honda                              | Összefoglaló                       |
| 2017 | Circuit of the Americas | Romano Fenati                      | Honda                              | Franco Morbidelli                  | Kalex                              | Marc Márquez                       | Honda                              | Összefoglaló                       |
| 2016 | Circuit of the Americas | Romano Fenati                      | KTM                                | Álex Rins                          | Kalex                              | Marc Márquez                       | Honda                              | Összefoglaló                       |
| 2015 | Circuit of the Americas | Danny Kent                         | Honda                              | Sam Lowes                          | Speed Up                           | Marc Márquez                       | Honda                              | Összefoglaló                       |
| 2014 | Circuit of the Americas | Jack Miller                        | KTM                                | Maverick Viñales                   | Kalex                              | Marc Márquez                       | Honda                              | Összefoglaló                       |
| 2013 | Circuit of the Americas | Álex Rins                          | KTM                                | Nicolás Terol                      | Suter                              | Marc Márquez                       | Honda                              | Összefoglaló                       |